# Nadir Larbaoui
Nadir Larbaoui (Tébessa, 26 de setembro de 1949) é um político, jurista e diplomata argelino, servindo como primeiro-ministro da Argélia desde novembro de 2023.

## Início da vida
Na juventude, Larbaoui foi atleta da seleção nacional masculina de handebol da Argélia. Ele participou da Copa da Argélia de Handebol Masculino e venceu as Copas da Argélia de 1971-1972, 1972-1973 e 1975-1976. Ele foi selecionado durante o Campeonato Mundial de Handebol em 1974 e depois durante o Campeonato Africano de Handebol em 1976.

## Carreira
Depois de se aposentar do handebol, matriculou-se na Faculdade de Direito da Universidade de Argel 1 e obteve o título de mestre em direito internacional público e privado e o bacharelado em direito, o que o tornou advogado. Ele passou a trabalhar para o Ministério das Relações Exteriores, atuando como Diretor da Divisão de Assuntos Jurídicos e Consulares, Diretor da Divisão de Relações Econômicas Internacionais e Diretor da Divisão do Magrebe Árabe. Mais tarde, ele se tornou um diplomata de carreira, servindo como embaixador nas Nações Unidas, Paquistão, Liga Árabe,  União do Magrebe Árabe e Egito.
Larbaoui tornou-se chefe de gabinete do Presidente da Argélia Abdelmadjid Tebboune em março de 2023.
Presidente Tebboune nomeou Larbaoui como primeiro-ministro em 11 de novembro de 2023, substituindo Aymen Benabderrahmane, que havia sido demitido. Vários observadores caracterizaram isto como um desejo do Presidente Tebboune de centralizar ainda mais a tomada de decisões quase um ano antes das eleições presidenciais marcadas para dezembro de 2024.

## Vida privada
Larbaoui nasceu em 26 de setembro de 1949 em Tébessa na Argélia (durante a Colonização Francesa). Ele é casado e tem dois filhos.